# Fontigens
Fontigens é um género de gastrópode  da família Hydrobiidae.
Este género contém as seguintes espécies:
- Fontigens holsingeri
- Fontigens turritella